# Praia de Cabeceira
Vista da Praia de Cabeceira et da ilha de Tambo em fundo.
A praia de Cabeceira é uma praia galega localizada no município de Poio, na província de Pontevedra, Espanha. Tem 200 metros de comprimento e está localizada na ria de Pontevedra, a 3 km da cidade de Pontevedra.

## Descrição
É uma praia em forma de meia concha na ria de Pontevedra, rodeada por um pequeno pinhal. A areia é branca e fina e está protegida dos ventos  com águas calmas e adequadas para a natação. Tem uma vista privilegiada sobre a ilha de Tambo.
A bandeira azul voa para lá.

## Acesso
De Pontevedra, tomar a estrada costeira PO-308 em direção a Sanxenxo. A 1 km da Ponte da Barca, na rotunda, tomar a saída em direção a Lourido e continuar ao longo da estrada para às praias, junto à beira-mar.

## Galeria de fotos

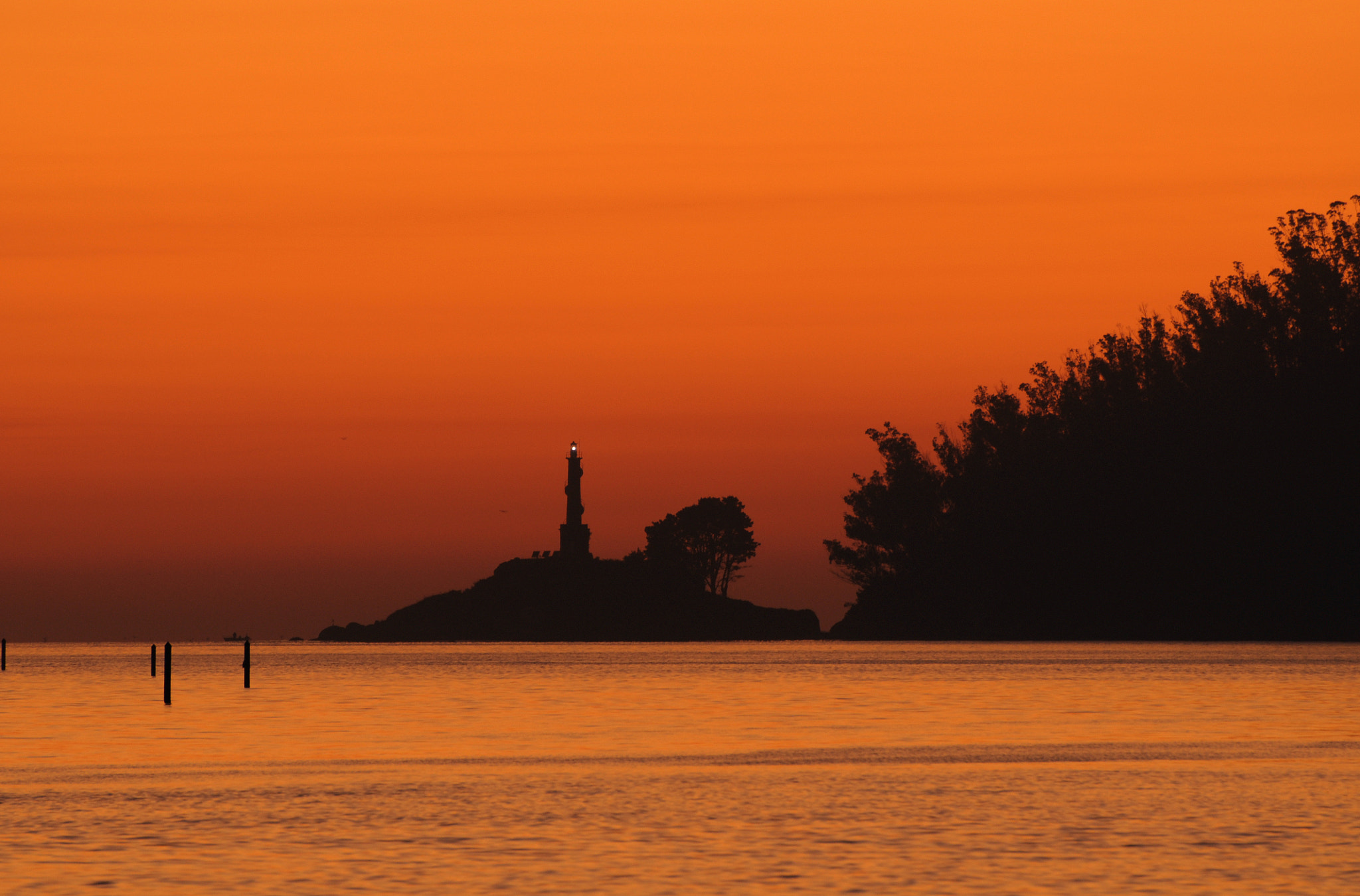
Ilha de Tambo em fundo da Praia da Cabeceira

### Outros artigos
- Poio
- Ria de Pontevedra
- Rias Baixas
- Praia do Lérez
- Praia de Portocelo
- Praia Mogor
- Ilha de Tambo